# Edith Farkas
Edith Elizabeth Farkas (13 octobre 1921 - 3 février 1993) est une chercheuse antarctique, surtout connue pour être la première femme hongroise et aussi la première femme membre du personnel néo-zélandais du MetService à mettre les pieds en Antarctique. En outre, elle mène des recherches de pointe sur la surveillance de l'ozone pendant plus de 30 ans.

## Jeunesse et éducation
Edit Farkas est né le 13 octobre 1921 à Gyula, en Hongrie. Elle fréquente l'école primaire et secondaire à Szentgotthárd et Győr, Budapest. En 1939, Farkas entre à l'université et obtient en 1944 un diplôme de professeur de mathématiques et de physique de l'Université catholique Péter-Pázmány de Budapest. Elle émigre en Nouvelle-Zélande en tant que réfugiée , en 1949, après la guerre, où elle obtient une maîtrise en physique en 1952 à l'Université Victoria de Wellington.

## Carrière et impact
Farkas est météorologue, chercheuse sur l'ozone et commence à travailler comme météorologue dans la section de recherche du service météorologique néo-zélandais en 1951, où elle reste environ 35 ans,.
Farkas surveille l'ozone des années 1950 jusqu'à sa retraite en 1986. Au cours des années 1960, son travail s'oriente de plus en plus vers l'étude de l'ozone atmosphérique, notamment la mesure de l'ozone total avec le spectrophotomètre d'ozone Dobson ,. Elle devient membre d'un petit groupe international de scientifiques de l'atmosphère consacré à l'étude de l'intérêt de l'ozone atmosphérique qui est, à cette époque, largement utilisé comme traceur pour faciliter les études de circulation atmosphérique. Son travail contribue à la découverte du " trou dans la couche d'ozone ". Son intérêt pour la mesure de l'ozone atmosphérique l'amène à appliquer son expertise au suivi de l'ozone de surface dans le cadre d'études sur la pollution de l'air ainsi qu'à la mesure de la turbidité atmosphérique.
Farkas est la première femme hongroise et aussi la première femme membre du personnel du MetService néo-zélandais à mettre les pieds en Antarctique en 1975. Ses journaux de la Seconde Guerre mondiale forment la base d'un livre intitulé The Farkas Files.

## Mort et héritage
Farkas est la première femme à recevoir le New Zealand MetService Henry Hill Award en 1986, à sa retraite. Elle reçoit une reconnaissance spéciale au symposium quadriennal sur l'ozone en Allemagne en 1988 pour ses 30 années de contribution à la recherche sur l'ozone. Elle fait don au Musée d'un certain nombre d'effets personnels et d'autres objets liés à sa carrière, notamment des échantillons de roches de l'Antarctique, des photographies, des publications et la copie originale de son roman sur son séjour dans le continent le plus au sud. Elle mène une longue bataille contre un cancer des os et meurt à Wellington le 3 février 1993.
En 2017, Farkas est sélectionnée comme l'une des « 150 femmes en 150 mots » de la Royal Society Te Apārangi, célébrant les contributions des femmes au savoir en Nouvelle-Zélande.